# Gary Staines
Gary Martin Staines  (né le 3 juillet 1963 à Welwyn Garden City) est un athlète britannique, spécialiste des courses de fond.

## Biographie
Il a été le mari de l'athlète australienne Nicole Boegman avant d'épouser l'athlète britannique Linda Keough.

### Palmarès
| Date | Compétition                    | Lieu      | Résultat | Épreuve     | Performance    |
| ---- | ------------------------------ | --------- | -------- | ----------- | -------------- |
| 1988 | Jeux olympiques                | Séoul     | 13e      | 5 000 m     | 13 min 55 s 00 |
| 1989 | Championnats du monde de cross | Stavanger | 2e       | Par équipes |                |
| 1990 | Championnats d'Europe          | Split     | 2e       | 5 000 m     | 13 min 22 s 45 |

### Records
| Épreuve  | Performance    | Lieu    | Date            |
| -------- | -------------- | ------- | --------------- |
| 5 000 m  | 13 min 35 s 22 | Londres | 23 juillet 1993 |
| 10 000 m | 28 min 33 s 49 | Londres | 7 juillet 1995  |